# Ellef
Ellef ist ein seltener männlicher Vorname, der sich von dem altnordischen Eilífr mit der Bedeutung „der ewig Lebende“ ableitet. Er wird vor allem in Norwegen vergeben und kennt zahlreiche Varianten gleichen Ursprungs wie Elof, Ellev, Eiliv oder Eluf. Der patronymisch gebildete Familienname zu Ellef lautet Ellefson.

## Namensträger
- Ellef Mohn (1894–1974), norwegischer Fußballspieler
- Ellef Ringnes (1842–1929), norwegischer Brauer und Namensgeber der Ellef Ringnes Island